# Pro tempore (časopis)
Pro tempore: časopis studenata povijesti, hrvatski godišnjak koji objavljuje znanstvene i stručne članke, eseje, razgovore, prikaze ili recenzije skupova i knjiga, nekrologe i druge priloge koji se dotiču povijesti i srodnih društveno-humanističkih znanosti. 
2004. godine osnovali su ga studenti povijesti na FFZG-u. Do 2019. objavljivala ga je ISHA-Zagreb (zagrebačka sekcija Međunarodnog društva studenata povijesti) na Filozofskom fakultetu. Počevši s 16. brojem (2021. godina) časopis do danas izlazi uz potporu Odsjeka za povijest Filozofskog fakulteta u Zagrebu. Časopis izlazi jednom godišnje na hrvatskom jeziku, uz pojedine priloge na engleskom jeziku.
Od 2022. godine časopis organizira i godišnje znanstveno-stručne skupove. Prvi skup, pod naslovom Civilizacijski i kulturni susreti, održan je 11. travnja 2022. godine na Filozofskom fakultetu Sveučilišta u Zagrebu.
Časopis je ime dobio, kako navodi proslov prvoga broja, „budući da je svaka znanstvena spoznaja 'pro tempore' (lat. "za sada", "privremena") i da svaka generacija povjesničara donosi nove ideje”.

## Urednici i teme
Dosadašnji glavni urednici i teme časopisa:
- 1. Slobodna tema (Ivan Dujmić)
- 2. Slobodna tema (Maja Crnjac)
- 3. Slobodna tema (Maja Crnjac)
- 4. Slobodna tema (Goran Mihelčić)
- 5. Rani novi vijek (Tomislav Bali)
- 6./7. Kulturna povijest, Rodna povijest (Nikolina Sarić)
- 8./9. Osamdeseta godišnjica časopisa Annales, Poduzetnička povijest (Filip Šimetin Šegvić)
- 10./11. Oralna historija, Pomoćne povijesne znanosti (Tomislav Branđolica)
- 12. Materijalni povijesni izvori kao osnova istraživanja povijesti (Porin Šćukanec Rezniček)
- 13. Kultura sjećanja i pamćenja (Ivan Grkeš)
- 14. Povijesne kontroverze, Odnos historiografije i književnosti (Mihaela Marić)
- 15. Nasilje i identiteti – povijest marginaliziranih, Religija/Kultura (Saša Vuković)
- 16. Slobodna tema (Filip Šimunjak)
- 17. Civilizacijski i kulturni susreti (Ivan Mrnarević)
- 18. Tijelo i emocije (Marko Zidarić)
- 19. Intelektualna povijest (Tijana Vokal)
- 20. Mitovi i narativi (Marija Bišćan)

## Vanjske poveznice
- Pro tempore na Hrčku (svi do sada objavljeni članci)
- ISHA Zagreb